# Ciudad de cuidados

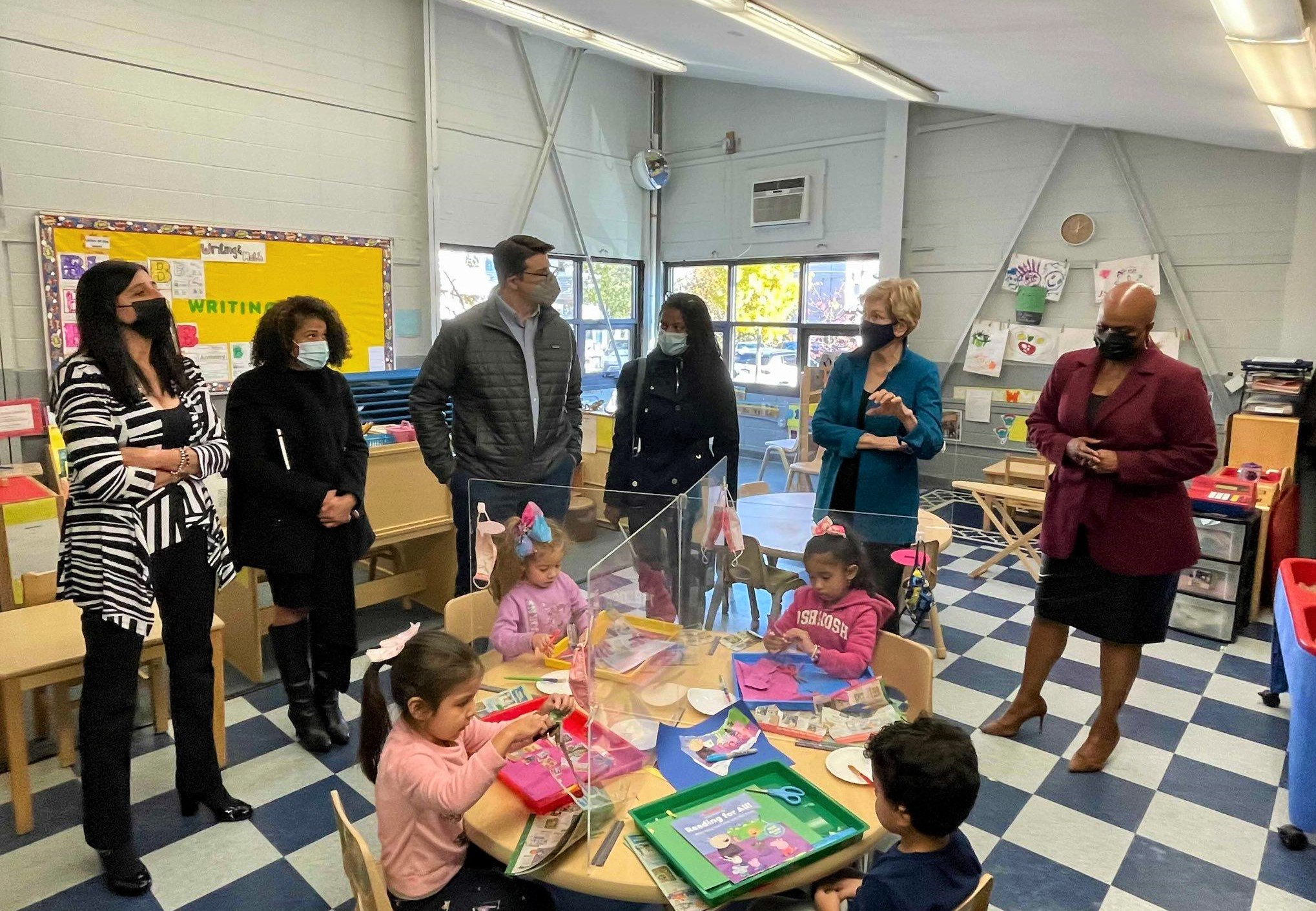
Espacio comunitario

La ciudad de cuidados es la relación entre la arquitectura, el urbanismo y las cuestiones de género, proponiendo una visión crítica de la ciudad desde una perspectiva feminista.
Las ciudades han sido históricamente diseñadas sin tener en cuenta las necesidades de las mujeres, especialmente en lo que respecta a las tareas de cuidado, que en su mayoría recaen sobre ellas.
Desde esta relación se cuestiona la idea de una ciudad neutral y se propone una reconfiguración del espacio urbano que contemple de manera más equitativa las responsabilidades de cuidado, de forma que se logre una mayor inclusividad y justicia social.

## La ciudad como espacio de cuidados
Tradicionalmente, las ciudades se han diseñado con un enfoque en el trabajo productivo, relegando las labores de cuidado a un rol secundario y poco visible. Al mirar a la ciudad como un espacio de cuidados se propone reconfigurar el entorno urbano para facilitar el acceso a espacios como guarderías, centros de salud y viviendas adaptadas, integrando estos elementos en el diseño urbano. El modelo de la ciudad cuidadora reconoce el trabajo de cuidados como esencial para el bienestar social y busca una distribución equitativa de los recursos que lo apoyan.
Asimismo, esta perspectiva propone redefinir las prioridades sociales, colocando la vida cotidiana de las personas en el centro de las decisiones urbanas para combatir las desigualdades sostenidas por el sistema capitalista, patriarcal y colonial. Al enfocarse en la vida diaria, esta perspectiva reconoce el valor de todas las necesidades surgidas de las actividades cotidianas, dando visibilidad y reconocimiento a la relevancia de las labores reproductivas y de cuidados, que aún recaen mayormente en las mujeres. Además, reivindica la necesidad de una corresponsabilidad social y colectiva en el desarrollo de estas actividades, fomentando un entorno urbano más equitativo e inclusivo.

## Género y espacio urbano
El diseño urbano ha privilegiado históricamente las necesidades de los varones en áreas como el transporte, el trabajo y el ocio, ignorando en gran medida las experiencias de las mujeres. Las mujeres, quienes tradicionalmente asumen roles de cuidado, experimentan la ciudad como un espacio a menudo inaccesible y poco funcional para sus trayectos diarios y múltiples responsabilidades.
La desigualdad de género se refleja en la infraestructura urbana mediante la falta de espacios adaptados, como baños públicos, lugares seguros y transporte accesible. La planificación actual impone barreras a quienes tienen responsabilidades de cuidado, obligándoles a desplazarse grandes distancias para cubrir necesidades básicas.
Es importante reconocer que los cuidados se realizan en un contexto marcado por la discriminación y la violencia sistémica hacia las mujeres. Son, en efecto, las mismas personas que cuidan quienes enfrentan estas situaciones de violencia y marginación. Concebir la ciudad de los cuidados implica imaginar entornos urbanos donde las labores de crianza, educación, atención y acompañamiento ocupen un lugar central.

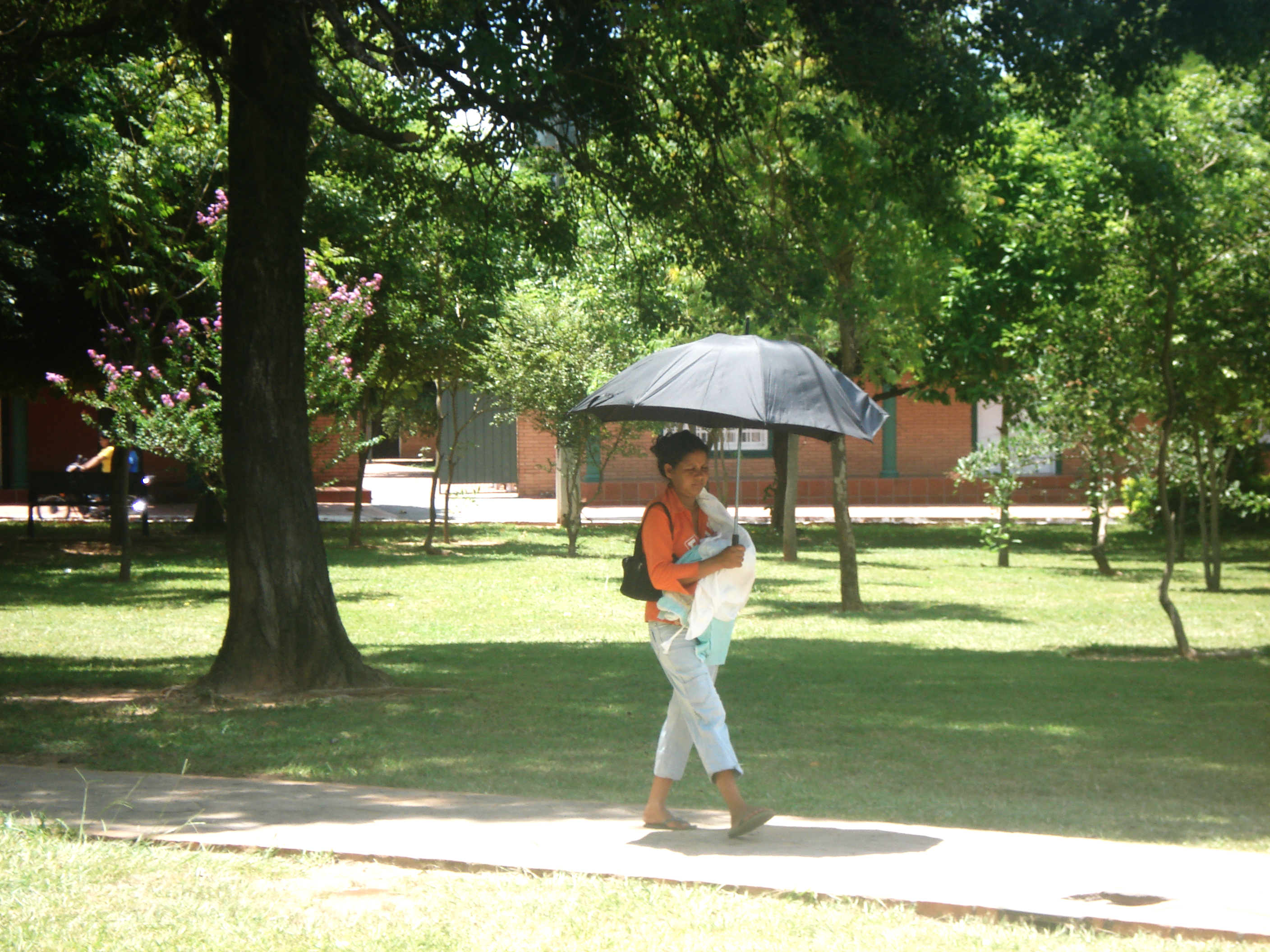
Mujer caminando en una ciudad con un diseño urbano hostil

El enfoque feminista de la ciudad entiende que el espacio urbano no es neutral y que, al configurarlo para facilitar el acceso a los cuidados, se visibiliza una igualdad más auténtica. La ciudad de los cuidados no solo beneficia a las mujeres, sino que también promueve una redistribución de estas responsabilidades y fortalece las redes de apoyo comunitarias. Este modelo urbano se convierte en un recurso clave para la equidad, invitando a todos a vivir en un espacio que respete, valore y facilite la labor de cuidar, que es esencial para el bienestar de toda la sociedad.

## Movilidad
La movilidad urbana se ha diseñado tradicionalmente para trayectos productivos, sin tener en cuenta las necesidades de las mujeres y otros grupos vulnerables, cuyos desplazamientos suelen ser complejos y variados. Estos viajes, que incluyen paradas en escuelas, comercios y centros de salud, requieren un sistema de transporte accesible, seguro y adaptado. Una ciudad de cuidados promueve la movilidad segura y eficiente a través de transporte público de calidad, uso de bicicletas y desplazamientos peatonales, además de favorecer una ciudad de distancias cortas donde los servicios estén cerca de los hogares.

## Vivienda
La vivienda debe concebirse como algo más que un espacio de descanso, incorporando una perspectiva de género que integre las dinámicas de cuidado y la vida comunitaria. Esto incluye viviendas flexibles y espacios comunes que fomenten el apoyo vecinal, así como una ubicación estratégica cerca de servicios esenciales. El derecho a una vivienda digna y accesible debe estar garantizado para todas las personas, con especial atención a mujeres en situaciones de vulnerabilidad, promoviendo entornos seguros y redes de apoyo.

## Participación comunitaria
La participación comunitaria es fundamental para construir una ciudad inclusiva y justa. Para que el diseño urbano responda a las necesidades de todos los habitantes, debe incluir las voces de la comunidad, especialmente de mujeres y colectivos vulnerables. Fomentar mecanismos de participación activa permite a los habitantes involucrarse en decisiones sobre su entorno, promoviendo el sentido de pertenencia y corresponsabilidad. La participación de las mujeres en estos procesos es clave, ya que suelen tener un conocimiento detallado de las redes de apoyo y necesidades de cuidado en sus comunidades.

## Perspectiva de género en el diseño urbano
Incorporar una perspectiva de género en el diseño urbano es esencial para construir ciudades equitativas. Este enfoque reconoce que la estructura urbana afecta de manera diferenciada a varones y mujeres y busca romper con el modelo patriarcal que prioriza lo productivo sobre las necesidades de cuidado. Se plantea reorganizar la ciudad integrando servicios y recursos en función de estas actividades, mejorando la calidad de vida de las mujeres y otros grupos vulnerables. Esto incluye la participación activa de mujeres y otros colectivos en todas las fases de planificación de las comunidades de aprendizaje, valorando sus experiencias en el diseño de un entorno seguro y accesible.

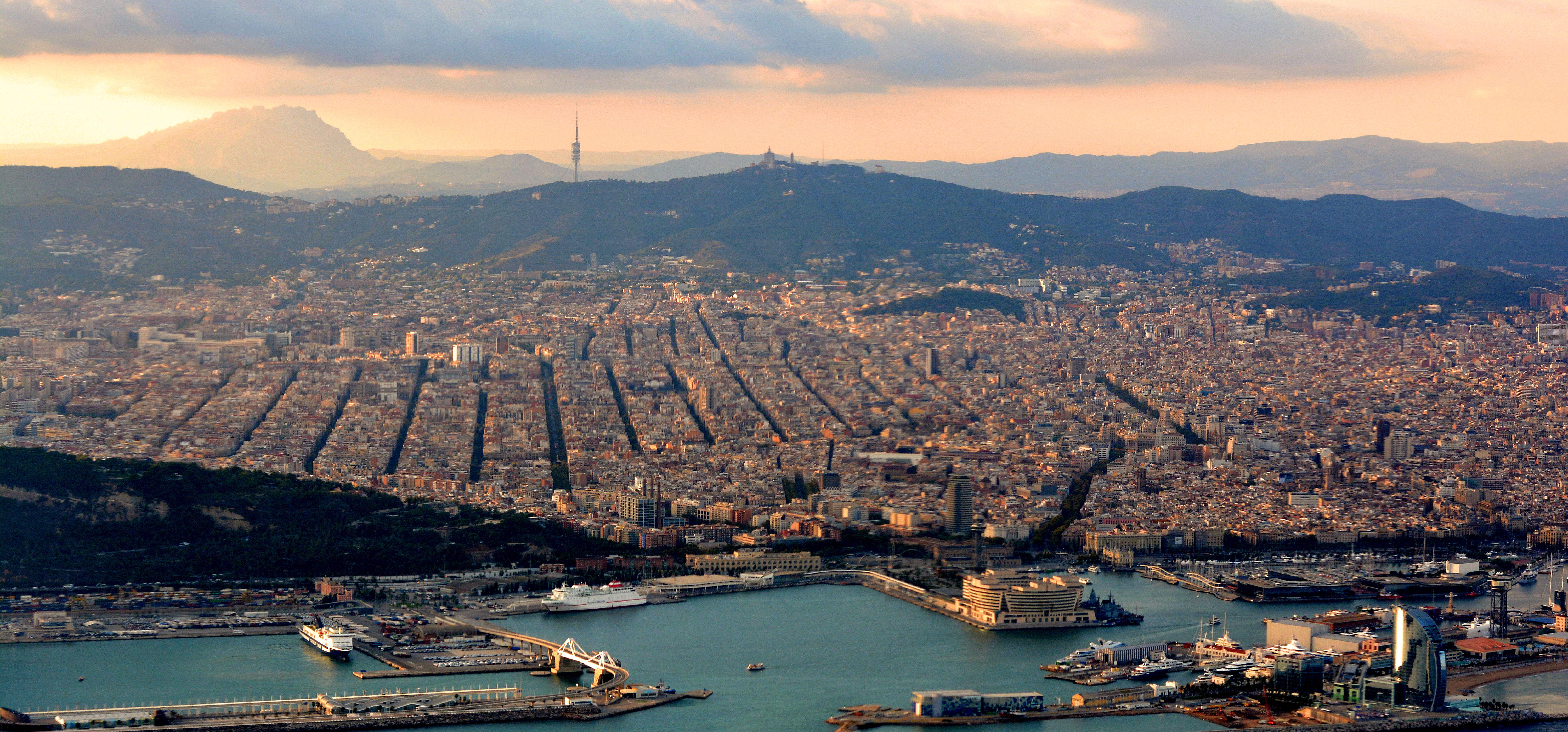
Barcelona como una ciudad de cuidados

Un ejemplo es Barcelona que es una ciudad que se puede recorrer en 15 minutos, con un urbanismo sostenible debido a la combinación de diferentes usos, transporte público y seguridad en sus calles. Fue planeada con igualdad en mente, y reconoce que la desigualdad es uno de los principales desafíos de las ciudades.
Barcelona ha sido pionera en el ámbito del cuidado urbano. Su «Plan de Barrios» incluye servicios de apoyo como la «Supermanzana de los cuidados», que facilita accesos a centros de salud, escuelas y redes de apoyo comunitarios en áreas de alta vulnerabilidad. Este modelo ha sido clave en reducir las desigualdades y mejorar la calidad de vida en los barrios periféricos.
Esta ciudad ha trabajado activamente para posicionarse como una «ciudad de cuidados», priorizando la creación de un entorno urbano que favorezca el bienestar de sus habitantes. Esta visión se inspira en la idea de que las ciudades deben centrarse en las personas, con políticas urbanas que consideren aspectos como la igualdad de género, la accesibilidad, la cohesión social y el respeto ambiental.
El rol de las tecnologías emergentes es crucial y la transformación digital en favor de los habitantes, además de la urgencia de que autoridades, empresas privadas y organizaciones civiles colaboran de manera conjunta para abordar asuntos relacionados con el desarrollo urbano.
Barcelona demuestra la relevancia de la planificación urbana. La perspectiva de movilidad inteligente y sostenible al servicio de la comunidad es lo que la ha llevado un paso más allá.